# PyObjC
PyObjC es un binding bidireccional entre Python y Objective-C. Permite a scripts de Python usar y extender bibliotecas de clases en Objective-C.
PyObjC se usa frecuentemente para extender bibliotecas de Cocoa de Mac OS X, ofreciéndole a los programadores la posibilidad de escribir aplicaciones Cocoa totalmente en Python. Mediante el uso de BridgeSupport y libffi, PyObjC puede llamar a cualquier framework de Mac OS X. También permite a los desarrolladores utilizar las potentes bibliotecas de Python, mientras hacen uso de las clases de Cocoa.
GNUstep tiene un soporte rudimentario de PyObjC.
La versión actual es PyObjC 2.0 (liberado el 24 de octubre de 2007) y es un binario universal.
PyObjC 2.0 está incluido en la distribución Python del sistema operativo Mac OS X Leopard.
- Datos: Q1421184